# Пономарёв, Артём Владимирович
Артём Владимирович Пономарёв (род. 29 октября 1992 года, Россия) — российский гандболист, левый полусредний российского клуба «Пермские медведи», мастер спорта России.

## Карьера
В 2015 году Артём Пономарёв перешёл по ходу сезона из воронежской «Энергии» в клуб «СГАУ-Саратов». Со временем стал капитаном команды.
В феврале 2023 года перешёл в «Пермские медведи».

## Статистика
| Сезон        | Клуб            | Лига      | Матчи | Голы | 7-метр | Голы | передачи | перехваты |
| ------------ | --------------- | --------- | ----- | ---- | ------ | ---- | -------- | --------- |
| 2014/15      | Энергия Воронеж | Суперлига | 14    | 50   | 0      | 50   | 15       | 4         |
| 2015/16      | СГАУ-Саратов    | Суперлига | 29    | 80   | 0      | 80   | 15       | 3         |
| 2016/17      | СГАУ-Саратов    | Суперлига | 22    | 93   | 1      | 92   | 19       | 5         |
| 2014-по н.в. | Итого           | Суперлига | 65    | 223  | 1      | 222  | 49       | 12        |